# Marqueterie technique Vriz
La Marqueterie technique Vriz est une nouvelle technique introduite en 1984 par Georges Vriz, jouant sur la superposition de marqueteries différentes, avec des effets de transparence.

## Technique Vriz
Marqueteur professionnel, Georges Vriz développe une nouvelle technique de marqueterie qui est présentée pour la première fois à Paris en 1984. L’innovation de cette technique consiste à superposer des marqueteries différentes et à faire apparaître celles du dessous par un ponçage soigneusement dosé. Sa réalisation nécessite une solide connaissance des techniques traditionnelles de la marqueterie, ainsi que la connaissance de la palette d’essences des bois, aussi bien dans leurs qualités esthétiques que mécaniques. Son nom a porté à confusion;  tout d'abord appelée « technique de la perce », ou « technique par transparence », elle est parfois appelée « technique de superposition » à tort, dans la mesure où ce terme est historiquement utilisé pour designer la technique Boulle. Cette nouvelle méthode est aujourd'hui connue sous le nom de « technique Vriz », du nom de son créateur.
Cette méthode représente une rupture dans la conception même de l'ouvrage marqueté qui jusque-là avait été pensé par juxtaposition de pièce de placage. La superposition proposée par Georges Vriz apporte une troisième dimension à l'ouvrage, ce qui permet d’obtenir des effets de transparence, des fondus, de la profondeur, et de la lumière. Cette modification de la technique de marqueterie affranchit complètement le marqueteur des contraintes liées aux aplats de la marqueterie classique. Elle rend également chaque ouvrage unique. Dans l'histoire de la marqueterie, la technique Vriz est présentée comme une innovation qui transforme autant le métier que la technique proposée par André-Charles Boulle au XVIIe siècle comme le soulignent des institutions publiques comme l'Institut des Métiers d'Art (INMA), le Musée du bois et de la marqueterie et de nombreuses associations de marqueteurs dont Marqueteur en Provence ou Les gardiens du savoir.

### Trois exemples
Les trois marqueteries proposées sont de difficulté croissante.

#### Premier exemple: "Mademoiselle sous la douche"
Le dessin (ou étude), préalable à toute marqueterie, révèle que la difficulté principale sera d'obtenir un effet de transparence du rideau de douche sur le corps. Dans un premier temps, le marqueteur choisit les bois qu'il va utiliser pour réaliser la marqueterie. Ainsi le voile transparent sera réalisé dans un bois clair mais également tendre et dense afin d'obtenir une transparence homogène et continue, ici un sycomore ondé. Les autres parties du dessins seront réalisées en poirier pour le corps du sujet, un aniégré décoloré pour le fond et un acajou pommelé pour les cheveux.
Dans un deuxième temps, le dessin est décomposé en deux marqueteries. La première (calque 1) est constituée du fond, du corps du sujet, des cheveux et du voile. Cette marqueterie est plaquée sur un support, nettoyée et poncée. La seconde marqueterie (calque 2) est plaquée sur la première de manière à faire coïncider les deux placages qui représentent le corps du sujet, qui, dans cet exemple, sert de repère. Cette marqueterie est nettoyée et poncée. La partie centrale (le rideau de douche), est ensuite reprise en ponçage au papier de verre plus fin pour l'amener à la transparence souhaitée. La difficulté consiste à arrêter le ponçage avant la perce qui, dans ce cas précis, compromettrait le résultat. La finition est obtenue par un ponçage léger.

#### Deuxième exemple: "Gondole à Venise"
Cette fois ci, la difficulté consiste à obtenir un premier plan net (la gondole) sur des fonds brumeux et transparents. De nouveau le choix des bois est essentiel à la réalisation de cette marqueterie: platane maillé et marronnier blanc pour la mer; sycomore pour le ciel; un sycomore teinté gris moyen et ombré au sable pour l'église San Giorgio; des bois foncés de différentes natures pour la gondole et les pieux. Dans la mesure où ces éléments sont en surface, leurs propriétés mécaniques sont moins essentielles. L'étude et la décomposition du dessin conduisent à la réalisation de trois marqueteries. La première (calque préparatif 1) est constituée par la mer en platane maillé et le ciel en sycomore. La deuxième (calque préparatif 2), par la mer en marronnier blanc ondé, le ciel en sycomore, avec l'église, la gondole et les pieux d'amarrage. La troisième (calque préparatif 3) par un fond général aniégré décoloré avec gondole et pieux d'amarrage. 

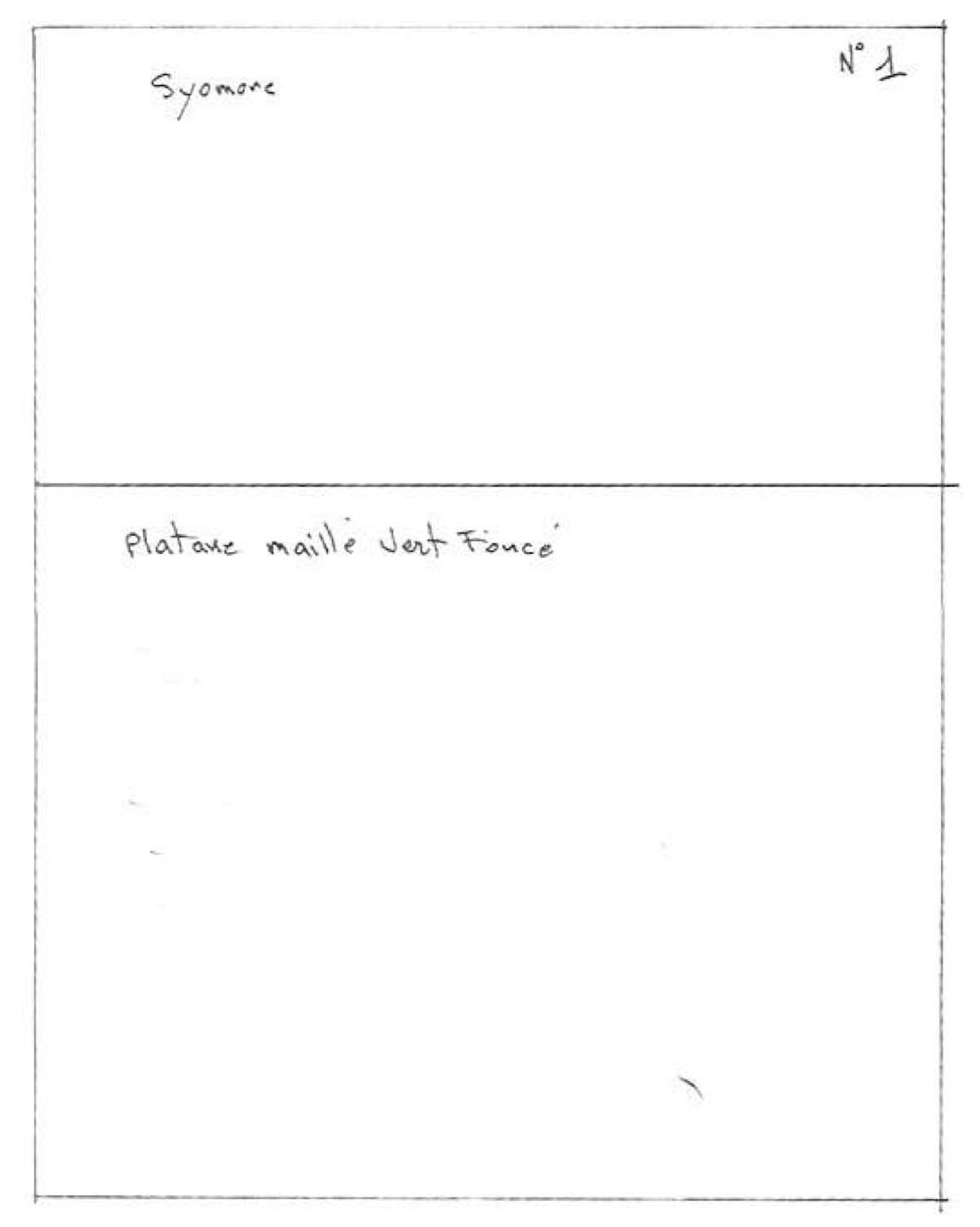
calque préparatif 1.

Les deux premières marqueteries sont superposées, puis poncées de bas en haut en insistant vers le bas afin d'obtenir l'effacement progressif du marronnier sur le bas de la gondole et des pieux qui vont ainsi paraître s'enfoncer dans la mer de platane de la première marqueterie. Le choix de l'artiste consiste à faire transparaitre plus ou moins le platane maillé, quitte à effacer, presque complètement toute trace de la seconde marqueterie. Il est important que le ponçage soit progressif, car une perce trop brutale entrainerait des dénivellations compromettant le placage de la troisième marqueterie.
La dernière étape consiste à recouvrir l'ouvrage par la troisième marqueterie, en se servant de la gondole comme repère. Toute la surface est ensuite poncée du bas vers le haut pour que l'aniégré laisse transparaitre la mer en platane maillé. Gondoles et pieux d'amarrage resteront au premier plan, tandis que l'arrière-plan se voilera dans la brume. Percer au niveau de l'arrière-plan compromettrait l'effet recherché. Il est évidemment important de soigneusement doser les différentes étapes de ponçage. Un ultime ponçage très fin adoucit et termine l'ouvrage.

#### Troisième exemple: "la femme aux violons"
Cet exemple est le plus complet car il utilise à la fois le ponçage pour obtenir une transparence et le ponçage pour obtenir la perce.
Pour la composition de fond (calque 1), les violons sont en sycomore ondé sur fond corail et rouge. La deuxième composition (calque 2) est réalisée en poirier et en sycomore ondé sur fond jaune et noir. Cette marqueterie est plaquée sur la première. Le calque 1+2 correspond à ce que l'on attend du ponçage de la deuxième marqueterie, faisant apparaitre les parties hachurées, c'est-à-dire la première marqueterie, avec plus ou moins de netteté. La troisième marqueterie correspond au calque 1 mais cette fois ci les fonds sont de couleurs différentes. Elle est plaquée sur les marqueterie 1+2, et poncée pour faire apparaitre la femme par transparence.

### Technique Vriz et marqueterie contemporaine
La méthode Vriz fait aujourd'hui partie intégrante de la marqueterie. Elle est présentée dans la fiche du métier de publiée par l'INMA (Institut National des Métiers d'art). Cette nouvelle méthode est ainsi enseignée dans différentes écoles en plus de l'école Boule qui fut l'une des premières à la proposer à ses élèves sous l'impulsion de Pierre Ramond. Elle fait également partie des connaissances requises pour l'examen de CAP de marqueteur. Elle est utilisée par de nombreux artistes et artisans, en France et à l'étranger. Utilisée depuis plus de 30 ans, cette technique est présentée dans deux monographies sur l'œuvre de Georges Vriz,, dans des manuels de marqueterie en français,, ou en anglais ainsi que dans un ouvrage sur les métiers d'art. Elle a permis sinon stimulé l'émergence d'un courant de marqueterie contemporaine. Cette école de marqueterie contemporaine initiée par Georges Vriz prend naissance à Paris et se concrétise par la création des RIM (Rencontres Internationales de la Marqueterie contemporaine) salon qui se tiendra annuellement à Paris pendant presque 10 ans. En 1989 Georges Vriz préface ainsi le catalogue des RIM : « La marqueterie, métier d'art appliqué, reprend la place qu'elle avait perdue depuis longtemps. Cette manifestation, unique en son genre regroupant quarante-cinq exposants représentant sept pays, fait la démonstration qu'à une époque où l'industrialisation banalise, standardise, dépersonnalise le cadre de vie de l'être humain, des artistes, des artisans amoureux de leur métier continuent à se consacrer à la satisfaction d'un besoin que plus d'un siècle d'industrie n'a pu faire disparaitre chez l'homme .../... Les RIM 89 nous montrent qu'il existe aujourd'hui d'authentiques créateurs en marqueterie, que ce métier d'art est bien vivant et qu'il ressurgit enfin de la poussière du passé... ». Un film réalisé pour la télévision, intitulé « Renaissances », est consacré au travail de Georges Vriz. Dans ce reportage il expose sa technique et le double sens de renaissances, référence à la renaissance italienne et à la renaissance de la marqueterie,.
Au-delà de Georges Vriz et des élèves qu'il a formés, la marqueterie contemporaine est aujourd'hui en pleine expansion, et à Paris, "Le génie de la marqueterie contemporaine" (GeMac), association qui réunit régulièrement des artisans et des artistes du monde entier, est le miroir français de ce courant d'art contemporain.